# Richard Schäfer
Richard Schäfer (* 24. August 1884; † März 1945 im KZ Sachsenhausen) war ein deutscher Lokalpolitiker (SPD) und Widerstandskämpfer gegen den Nationalsozialismus.

## Leben
Richard Schäfer erlernte den Beruf eines Seemannes und war zunächst Matrose bei der Handelsschifffahrt. Später arbeitete er in verschiedenen Berufen. Im Dezember 1919 trat er der SPD bei und wurde später Leiter des Reichsbanners im Gebiet Bad Gottleuba. Seit 1920 war er Stadtverordneter und später Stadtrat. Dieses Amt führte er bis zur „Machtergreifung“ der Nationalsozialisten aus.
1933 wurde Schäfer verhaftet und in das KZ Hohnstein verbracht, wo er schwer misshandelt wurde. Nach seiner Rückkehr versuchte er, viele Menschen von der Gefährlichkeit des NS-Regimes zu überzeugen. 1941 wurde er erneut verhaftet und zu eineinhalb Jahren Zuchthaus verurteilt. Nach Verbüßung der Strafe kehrte er nach Bad Gottleuba zurück und verdiente seinen Lebensunterhalt als Gelegenheitsarbeiter. Am 20. Juli 1944 verhaftete ihn die Gestapo und brachte ihn ins KZ Sachsenhausen. Sein letztes Lebenszeichen war ein Brief vom 28. Januar 1945. Mithäftlinge berichteten, dass Richard Schäfer im März 1945 im KZ Sachsenhausen erschossen wurde.

## Ehrungen
- In Bad Gottleuba wurde eine Straße nach ihm benannt. An seinem ehemaligen Wohnhaus in der Richard-Schäfer-Straße 33 erinnerte eine Gedenktafel an ihn. In den 1990er Jahren erfolgte die Umbenennung der Straße in Hellendorfer Straße und der Gedenkstein wurde entfernt.
- Am 17. Juli 2024 übergab der Verein „Tüpfelhausen – Das Familienportal e.V.“ aus Leipzig dem Bürgermeister von Gottleuba, Thomas Peters, einen Stolperstein, der nach Abschluss der Sanierungsarbeiten an der Hellendorfer Straße eingesetzt werden soll.